# Barbara Jordanová (tenistka)
Barbara Jordanová (* 2. dubna 1957, Milwaukee, Wisconsin) je bývalá americká profesionální tenistka, vítězka dvouhry Australian Open 1979, když ve čtvrtfinále porazila favorizovanou a druhou nasazenou Hanu Mandlíkovou. Spolu s Eliotem Teltscherem vyhrála smíšenou čtyřhru na French Open 1983.
Na Stanfordově univerzitě získala titul z ekonomie a poté pokračovala studiem na Kalifornské univerzitě v Los Angeles, kde obdržela titul doktorky práv (J.D.).
Její sestrou je tenistka, deblová specialistka a vítězka sedmi grandslamů Kathy Jordanová.

## Finálové účasti na Grand Slamu

### Dvouhra

#### Vítězka (1)
| Rok  | Turnaj          | Povrch | Finalistka      | Výsledek |
| ---- | --------------- | ------ | --------------- | -------- |
| 1979 | Australian Open | tráva  | Sharon Walshová | 6–3, 6–3 |

### Smíšená čtyřhra

#### Vítězka (1)
| Rok  | Turnaj      | Povrch | Spoluhráč       | Finalisté                    | Výsledek |
| ---- | ----------- | ------ | --------------- | ---------------------------- | -------- |
| 1983 | French Open | antuka | Eliot Teltscher | Leslie Allenová Charles Stro | 6–2, 6–3 |

## Finále na turnajích okruhu WTA

### Ženská dvouhra

#### Finalistka (1)
| Rok  | Turnaj         | Finalistka      | Výsledek   |
| ---- | -------------- | --------------- | ---------- |
| 1980 | Borden Classic | Dana Gilbertová | 5–1, skreč |

### Ženská čtyřhra

#### Vítězka (3)
| Rok  | Turnaj                          | Spoluhráčka       | Finalistky                            | Výsledek      |
| ---- | ------------------------------- | ----------------- | ------------------------------------- | ------------- |
| 1982 | Japan Open Tennis Championships | Laura duPortová   | Naoko Satová B. Remiltonová-Wardová   | 6–2, 6–7, 6–1 |
| 1983 | Virginia Slims of Indianapolis  | Lea Antonoplisová | Rosalyn Fairbanková Candy Reynoldsová | 5–7, 6–4, 7–5 |
| 1983 | Virginia Slims of Pennsylvania  | Lea Antonoplisová | Sherry Ackerová Ann Henrickssonová    | 6–3, 6–4      |